# Сарджент, Дадли Аллен
Дадли Аллен Сарджент (англ. Dudley Allen Sargent; 1849—1924) — американский педагог, популяризатор физического воспитания в школах.

## Биография
Родился 28 сентября 1849 года в городе Белфаст, штат Мэн, в семье корабельного плотника. Отец умер, когда Дадли был мальчиком.
Много времени проводил вместе со своими товарищами, они установил турник и другие спортивные снаряды на территории школы и основали гимнастический клуб. В 1869 году Дадли Сарджент был приглашён в Bowdoin College руководить спортивным залом колледжа. Спустя два года он поступил в него учиться и окончил в 1875 году со степенью бакалавра. В 1878 году Сарджент получил степень доктора медицины в Йельской медицинской школе, одновременно был инструктором по гимнастике в колледже Yale College. После окончания обучения переехал в Нью-Йорк, где в течение года руководил частной гимназией.
С 1879 года и до выхода на пенсию в 1919 году Дадли Сарджент был директором Hemenway Gymnasium в Гарвардском университете. С 1879 по 1889 год был доцентом кафедры физической культуры Гарварда. В 1881—1916 годах Сарджент был директором школы Normal School of Physical Training в Кембридже, штат Массачусетс, а после 1916 года был президентом её преемницы — Sargent School of Physical Education, которая предназначалась для подготовки учителей физического воспитания. В 1907—1916 годах американский педагог был президентом Лиги санитарного просвещения (Health Education League).
Умер 21 июля 1924 года. Был похоронен в родном городе на семейном участке кладбища Grove Cemetery.
Был женат на Элле Фрейзер Сарджент (1853—1925), у них в семье был сын, который продолжил дело своего отца.